# Miss Honduras Universo 2018
Miss Honduras Universo 2019 Fue la 56.ª edición de Miss Honduras Universo correspondiente al año 2018; se llevó a cabo en el Auditorio en la Torre Jorge Emilio Jaar en San Pedro Sula el 29 de septiembre de 2018. 22 candidatas provenientes de diferentes ciudades y departamentos del país compitierón por el título, al final del evento April Tobie Miss Honduras Universo 2017, coronó a Vanessa Villars como su sucesora.

## Candidatas
16 candidatas participáron en el certamen:
(En la tabla se utiliza su nombre completo, los sobrenombres van entrecomillados y los apellidos utilizados como nombre artístico, entre paréntesis; fuera de ella se utilizan sus nombres «artísticos» o simplificados).
| Departamento      | Candidata                          | Edad | Residencia  |
| ----------------- | ---------------------------------- | ---- | ----------- |
| Atlántida         | Sugey López                        |      |             |
| Comayagua         | Maryuri Díaz                       |      |             |
| Copán             | Diana Reyes                        |      |             |
| Guanaja           | Andrea García                      |      |             |
| El Paraíso        | Diana Jiménez                      |      |             |
| El Progreso       | Poleth Cálix                       |      |             |
| Joya de los Lagos | Melissa Mendoza                    |      |             |
| La Ceiba          | Dariela Cáceres                    |      |             |
| Olanchito         | Alba Oviedo                        |      |             |
| Olancho           | Heidy Méndez                       |      |             |
| Puerto Cortés     | Michelle Rodríguez                 |      |             |
| Roatán            | Angie Portillo                     |      |             |
| Santa Bárbara     | Claudia Vanessa Figueroa (Villars) | 20   | Tegucigalpa |
| Siguatepeque      | Nancy Jarufe                       |      |             |
| Tegucigalpa       | Woldie Durón                       |      |             |
| Yoro              | Ingris Mendoza                     |      |             |

Datos acerca de las Candidatas:
Todas son de Ascendencia Mexicana